# توجه جنسى مجافى للأنا
توجه جنسى مجافى للأنا كما يُعرف باسم توجه جنسي مرفوض من الأنا هو اضطراب عقلى يتميز بوجود تعارض ما بين التوجه الجنسى الفعلى لشخص ما و ما بين الصورة المثالية للتوجه الجنسى في ذهنه و التي يتوقع هذا الشخص ان يكون عليها، مما يسبب نوعا من القلق لديه و رغبة في تغيير توجهه حتى يطابق هذه الصورة المثالية.

## التصنيفات
أدرجت منظمة الصحة العالمية (WHO) التوجه الجنسى المجافى للأنا في ICD-10 ، كاضطراب في التطور الجنسي والتوجه الجنسي. يشير تشخيص منظمة الصحة العالمية إلى الهوية الجنسية الواضحة، إلا أن المريض يعاني من اضطراب سلوكي أو نفسي آخر يجعل ذلك المريض يرغب في تغييرها F66.1 .
يشير دليل التشخيص إلى أن الميل الجنسي ليس اضطرابًا بحد ذاته.
على نحو مماثل، عارضت جمعية علم النفس الأمريكية منذ عام 1987 رسميًا فئة المثلية الجنسية المرفوضة من الأنا. في عام 2007، أجرى فريق عمل تابع لجمعية علم النفس الأمريكية استعراضًا شاملًا للأبحاث القائمة بشأن فعالية العلاج الترميمي. أشار تقريرهم إلى قلة الأبحاث السليمة منهجيًا بشأن جهود تغيير التوجه الجنسي، وأن «نتائج الأبحاث الصحيحة علميًا تشير إلى أنه من غير المرجح أن يتمكن الأفراد من تقليل انجذابهم لأمثالهم من نفس الجنس، ولا تعزيز انجذابهم جنسيًا للجنس الآخر من خلال جهود تغيير التوجه الجنسي». بالإضافة إلى ذلك، خلص فريق العمل إلى أنه «لا توجد دراسات سليمة منهجيًا لجهود تغيير التوجه الجنسي الأخيرة من شأنها أن تمكِّن فريق العمل من إصدار بيان قاطع بشأن ما إذا كانت جهود تغيير التوجه الجنسي آمنة أم ضارة؟ ولمن؟». حُذفت فئة تشخيص «المثلية الجنسية المرفوضة من الأنا» من الدليل التشخيصي والإحصائي للاضطرابات النفسية الصادر عن الجمعية الأمريكية للأطباء النفسيين (مع نشر الإصدار الثالث، آر) عام 1987. ما زالت الاضطرابات الجنسية موجودة في الدليل التشخيصي والإحصائي للاضطرابات النفسية تحت فئة «الاضطرابات الجنسية غير المحددة على نحو آخر». أحد الاضطرابات المدرجة في هذه الفئة هو «الضيق المستمر والملحوظ بشأن التوجه الجنسي للفرد»، والذي يمكن اعتباره مماثلًا لما تصفه منظمة الصحة العالمية بالتوجه الجنسي المرفوض من الأنا. يفيد فريق العمل الذي يبحث في التغييرات التي طرأت على الطبعة الحادية عشرة للتصنيف الدولي للأمراض بأن التصنيفات الواردة في الفرع إف 66 غير مفيدة سريريًا موصية بحذفها. يستخدم المجلس الطبي في الهند تصنيف منظمة الصحة العالمية بالنسبة للتوجه الجنسي المرفوض من الأنا. يشمل الدليل الصيني السريري «التصنيف الصيني والمعايير التشخيصية للاضطرابات النفسية» المثلية الجنسية المرفوضة من الأنا.

## التشخيص
عندما حذفت منظمة الصحة العالمية تشخيص المثلية الجنسية من الاضطرابات العقلية في الإصدار العاشر من التصنيف الدولي للأمراض، وضعت تشخيص التوجه الجنسي المرفوض من الأنا تحت فئة «الاضطرابات النفسية والسلوكية المرتبطة بالنمو الجنسي والتوجه الجنسي». تشخيص الإصدار العاشر من التصنيف الدولي للأمراض الصادر عن منظمة الصحة العالمية للتوجه الجنسى المرفوض من الأنا هو الآتي:
لا يوجد تشكيك في الهوية الجندرية أو التفضيلات الجنسية (المغايرة جنسيًا، أو المثلية جنسيًا، أو المزدوجة جنسيًا..)، ولكن إن كانت رغبات الفرد هذه بسبب اضطرابات نفسية وسلوكية مرتبطة بها، ربما يسعى الفرد للعلاج من أجل تغييرها. (إف 66: 1)
تشير منظمة الصحة العالمية إلى أنه بالنسبة للقوانين الواردة في (إف 66): «لا ينبغي اعتبار التوجه الجنسي في حد ذاته اضطرابًا».
ما زال يُشخَّص المرضى في بعض الأحيان على أنهم مصابون بهذه المشكلة. غالبًا ما يكون ذلك نتيجة لمواقف سلبية وغير متسامحة من المجتمع، أو نتيجة تضارب بين الرغبات الجنسية ونظم المعتقدات الدينية.

## العلاج
ثمة طرق كثيرة قد يتلقاها الشخص لمعالجة التوجه الجنسي المرفوض ذاتيًا المرتبط بالمثلية الجنسية. لا يوجد علاج معروف لأنواع أخرى من التوجهات الجنسية المرفوضة من الأنا. يمكن أن يهدف العلاج إلى تغيير التوجه الجنسي أو السلوك الجنساني أو مساعدة الحالة على أن تصبح أكثر ارتياحًا لتوجهها وسلوكياتها الجنسية. اتهمت جماعات حقوق الإنسان بعض البلدان بإجراء مثل هذه العلاجات مع المثليين الذين في حالة انسجام مع الأنا الذاتية. قد يشمل العلاج جهود تغيير التوجه الجنسي أو تخفيف الإجهاد. بالإضافة إلى ذلك، يلجأ بعض الأشخاص إلى أساليب غير مهنية، مثل: المشورة الدينية، أو الحضور في «مجموعات المثليين السابقين».

### التأكيد على المثليات والمثليين ومزدوجي التوجه الجنسي
يساعد العلاج التأكيدي النفسي الأشخاص المثليين والمثليات ومزدوجي التوجه الجنسي في فحص وقبول توجهاتهم الجنسية وما يتصل بها من علاقات جنسية. يؤكد علماء النفس وكافة المتخصصين الطبيين المحترفين أن المثلية الجنسية وازدواجية التوجه الجنسي لا يدلان على وجود أي مرض عقلي. وردًا على الطب النفسي -الذي اعتبر المثلية الجنسية مرضًا عقليًا حتى عام 1973- شجعت إرشادات المعالجين النفسيين الجديدة على مساعدة المرضى في التغلب على الآثار السلبية التي واجهوها بسبب المثلية الجنسية، لا تغيير توجههم الجنسي.

#### مجموعات دعم المثليات والمثليين ومزدوجي التوجه الجنسي
تساعد مجموعات المثليات والمثليين ومزدوجي الميل الجنسي في مواجهة الضغط الممُارس على الأقليات، وتهميشهم، وعزلتهم. يركزون على مساعدة شخص لديه توجه جنسي مرفوض من الأنا عن طريق قبوله لتوجهه الجنسي.

### العلاج الفحصي
نصحت جمعية علم النفس الأمريكية بعدم بذل جهود لتغيير التوجه الجنسي، وتشجع الممارسين على مساعدة أولئك الذين يسعون إلى تغيير التوجه الجنسي من خلال استخدام العلاج الإيجابي متعدد الثقافات الذي يقر بالأثر السلبي للوصم الاجتماعي للأقليات الجنسية، ويوازن بين المبادئ الأخلاقية المتمثلة في الإحسان وعدم الإيذاء والعدالة واحترام حقوق الأفراد وكرامتهم. وإذا أراد الشخص تغيير توجهه الجنسي، ينبغي أن يساعده الطبيب على اتخاذ قراراته الخاصة بنفسه، من خلال تقييم الأسباب الكامنة وراء أهدافه.

## العلاقة بالدين
يستخدم مُصطلحي «انسجام مع الأنا وعدم انسجام مع الأنا» في الكنيسة الرومانية الكاثوليكية التي -وفقًا للمدافع عن حقوق المثليين، بيرنارد لينش- تتقبل القساوسة من المثليين الذين لديهم عدم انسجام مع الأنا، أي «يمقتون مثليتهم الجنسية»، في حين أنه لا يُقبل النظر إلى المرشحين للكهنوت الذين لديهم انسجام مع الأنا، أي أولئك الذين يقبلون حياتهم الجنسية.
تنشر بعض الكنائس تعليمات محددة لرجال الدين حول كيفية التعامل مع المثليين والمثليات جنسيًا. وتشمل هذه الخدمات «خدمة الأشخاص ذوي التوجهات الجنسية المثلية» التابعة للكنيسة الكاثوليكية، وخدمة «الله يحب أبناءه» التابعة لكنيسة يسوع المسيح لقديسي الأيام الأخيرة. في عام 1994، عقدت إحدى كنائس الكنيسة المشيخية بالولايات المتحدة مؤتمرًا بعنوان «الطريق إلى الحرية: التطلع لشفاء المثليين جنسيًا». تحث جمعية علم النفس الأمريكية القادة الدينيين على إدراك أنه ليس من دورهم الفصل في القضايا العلمية التجريبية في مجال علم النفس.
يمكن لممارسي مهنة الصحة العقلية دمج الدين مع العلاج عن طريق ما يلي: «إدماج الجوانب النفسية للدين في عملهم، بما في ذلك إجراء تقييم شامل للمعتقدات الروحية والدينية للحالات، وهويتهم الدينية ودوافعهم، وأدائهم الروحي، لتحسين التأقلم الديني الإيجابي، ولاستكشاف تقاطع الهويات الدينية مع الهوية الجنسية». وجد الباحثون أنه بالنسبة لبعض الحالات الذين يعانون من «صراعات بشأن الهوية» يمكن الحد منها عن طريق قراءة بعض النصوص الدينية التي تعزز سلطة التحكم الذاتي، وتتيح لهم التقليل من تركيزهم على الرسائل السلبية عن المثلية الجنسية. وجد الباحثون أن هذه الحالات أحرزت المزيد من التقدم لو توصلوا إلى الاعتقاد بأن إلههم لا يزال يحبهم ويقبلهم بغض النظر عن توجهاتهم الجنسية. يختار بعض المثليين والمثليات جنسيًا الانضمام للمجموعات الدينية المؤيدة لمجتمع الميم، أو يتحولون من كنائسهم إلى كنائس تؤيد مجتمع الميم، أو ببساطة يتركون الدين.